# Vitascope

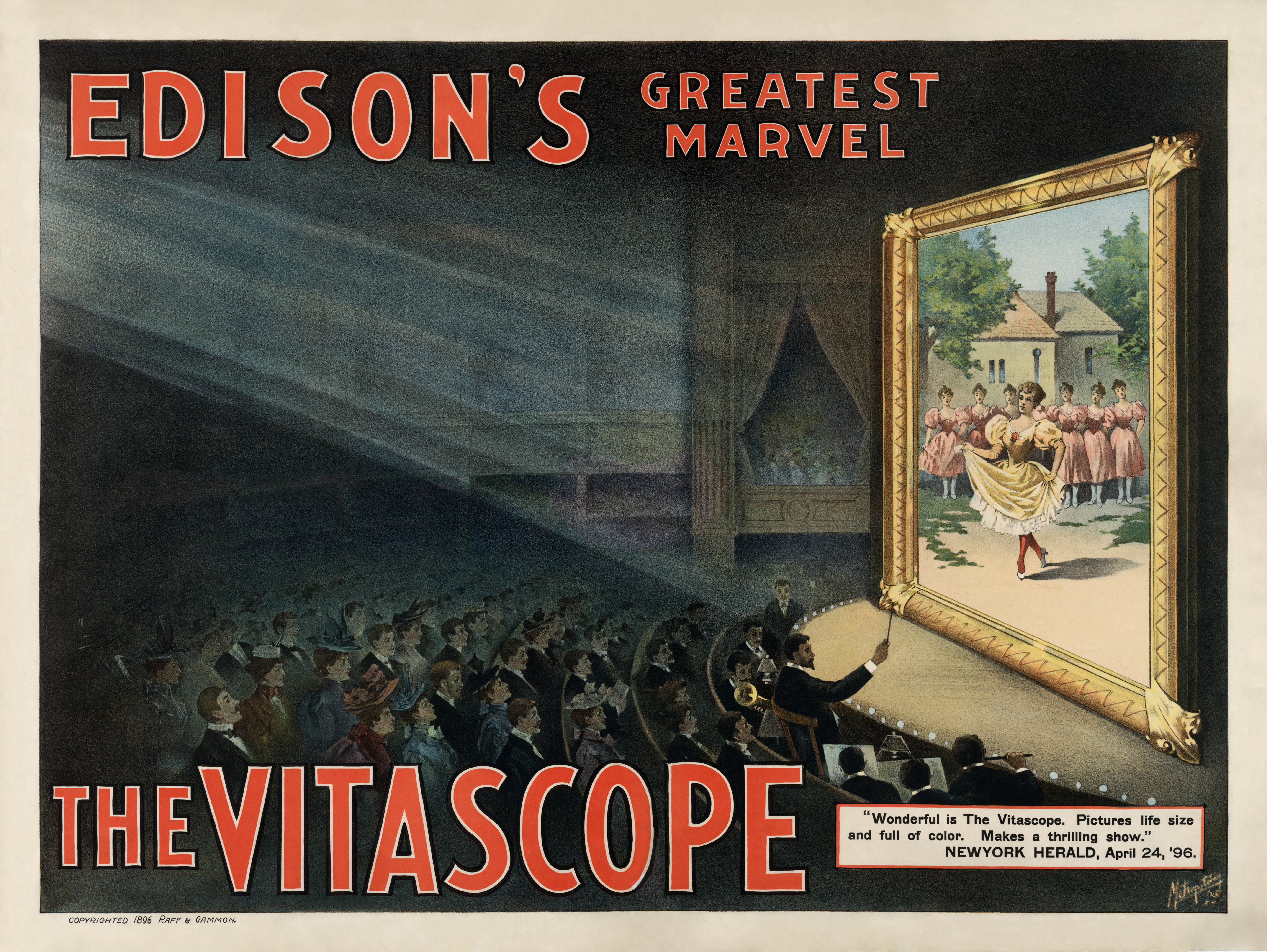

Витаско́п, Ва́йтаскоп (англ. Vitascope) — один из ранних прототипов современных кинопроекторов, обеспечивавший проекцию изображения с киноплёнки на экран при помощи электрической лампы накаливания. В качестве скачкового механизма в аппарате впервые использован мальтийский крест, впоследствии ставший стандартом для профессиональных кинопроекторов. Первые демонстрации аппарата состоялись под названием «Фантоскоп» (англ. Phantoscope) в Атланте в 1895 году американскими изобретателями Чарльзом Дженкинсоном и Томасом Арматом.

## История появления
Создание «Витаскопа» стало ответом компании «Кинетоскоп» (англ. Kinetoscope Company) на изобретение братьями Люмьер «Синематографа», позволявшего проецировать изображение с киноплёнки на экран. Такой способ демонстрации имел у публики большую популярность, чем разглядывание крошечного кадра в окуляре аппарата «Кинетоскоп». Внезапный коммерческий успех «Синематографа» заставил американцев сосредоточить усилия на получении собственного аналога экранного шоу. Свою роль сыграло распространение более удачного «Мутоскопа», занимавшего всё более значительную долю рынка.
К концу 1895 года компания, вынужденная снизить цену выпускаемых кинетоскопов со 100 до 70 долларов, оказывается на грани банкротства. Заявление малоизвестного Армата об изобретении оригинального проекционного аппарата, становится спасением для предприятия, немедленно купившего права на разработку. После ряда усовершенствований «Кинетоскоп Компани» начала массовое производство, представляя новинку как изобретение Томаса Эдисона под названием «Витаскоп». Авторство Эдисона было дано разработке с согласия настоящих разработчиков в рекламных целях, поскольку это имя в тот момент было одним из наиболее продаваемых брендов. Первая публичная демонстрация состоялась 23 апреля 1896 года в мюзик-холле Koster and Bial’s Music Hall на углу Бродвея и 34-й улицы в Нью-Йорке. Несмотря на продажу прав компании «Кинетоскоп», Дженкинс использовал оригинальный фантоскоп самостоятельно в тех штатах, где права компании на изобретение не распространялись. Изобретатель закончил свою коммерцию после поломки аппарата во время сеанса в Чикаго подкупленным конкурентами киномехаником.
Название VitaScope также использовалось в качестве названия одной из ранних широкоформатных киносистем, разработанной кинокомпанией «Уорнер Бразерс» в 1930 году, а также для любительской 16-мм кинокамеры, выпущенной годом позднее. 
В связи с началом продаж компанией Эдисона в ноябре 1896 собственной разработки — «Проджектоскоп» (англ. Projectoscope, или «Проецирующий Кинетоскоп») производство и рекламная кампания «Витаскопа» были приостановлены. Тем не менее устройства получили значительное распространение, успешно конкурируя в ряде стран и городов с «Синематографом» Люмьеров.